# Reset - Storia di una creazione
Reset - Storia di una creazione (Relève – Histoire d’une creation) è un film documentario del 2015 diretto da Thierry Demaizière e Alban Teurlai.

## Trama
Dal 2014 al 2016, Benjamin Millepied è direttore del balletto dell'Opéra National de Paris. Per la sua prima stagione prepara la coreografia Clear, Loud, Bright, Forward, la quale consta di sedici ballerini e trentatré minuti. Il film mostra i numerosi cambiamenti apportati dal giovane ballerino, la genesi del balletto e le fatiche sopportate per metterlo in scena, tra le vite di questi ragazzi.

## Produzione
Benjamin Millepied ha permesso a Thierry Demaizière e Alban Teurlai di seguire ogni suo passo durante il processo creativo, partendo dalle idee iniziali, passando attraverso le prove, arrivando fino alla serata d’apertura. Con essa scopriamo il suo approccio alla coreografia, ma assistiamo anche al rapporto che intrattiene con i ballerini e al suo continuo scendere a patti con l’amministrazione di un’istituzione come l'Opéra.

## Distribuzione
Reset - Storia di una creazione è stato presentato in Italia durante il Biografilm Festival 2017 nella categoria Biografilm Music e sarà distribuito dal 12 febbraio da I Wonder Pictures.